# Daniel Kandi
Daniel Kandi, danski trance producent, * 29. november 1983. 
Živi v Aalborgu.

## Diskografija

### Singli
- 2005 Jamie P vs. Aurelius feat. David Hughes  - Sorrow (Intrenze)
- 2006 Daniel Kandi - Breathe (Anjunabeats)
- 2007 Daniel Kandi - Child / Nova (Anjunabeats)
- 2007 Daniel Kandi - Make Me Believe / I Found The Way (Anjunabeats)
- 2007 Kris O'Neil vs. D.Kandi - Back Home (Mondo Records)
- 2007 Daniel Kandi - Turnmills / Soraya (Fundamental Recordings)
- 2008 Daniel Kandi & Robert Nickson - Liberate (A State Of Trance)
- 2008 Kandi & Neumann - Lovin' Feeling / Let Go (Anjunabeats)
- 2008 Robert Nickson & Daniel Kandi - Rewire (A State Of Trance)

### Remixi
- 2006 Above & Beyond - Can't Sleep (Daniel Kandi Remix) (Anjunabeats)
- 2006 Armin van Buuren feat. Racoon - Love You More (Daniel Kandi's Shiver Mix)
- 2006 Sunny Lax - M.I.R.A. (Daniel Kandi Remix) (Anjunabeats)
- 2007 Inez - Walk Away Tonight (Daniel Kandi's 147 Maximum Remix) (Border Breakers)
- 2007 Inez - Stronger (Daniel Kandi Remix) (Border Breakers)
- 2007 Sunny Lax - Blue Bird (Daniel Kandi Remix) (Anjunabeats)
- 2007 Tranzident & Peter Dubs -  Drift (Daniel Kandi & Mark Andréz Rushed Mix) (Sonar Eclipse Recordings)
- 2007 Evbointh - One Wish (Daniel Kandi & Mark Andréz Remix) (Anjunabeats)
- 2007 Plastic Angel - Try Walking In My World (Daniel Kandi Rising Mix) (Afterglow Records)
- 2007 Amurai vs. Static Blue - After The Sunrise (Daniel Kandi Rising Remix) (Alter Ego Records)
- 2007 Luke Warner & Mat Lock - Deep Psychosis (Daniel Kandi's Cure Mix) (DJSA Records)
- 2008 Sebastian Brandt - Technology (Daniel Kandi's Darker Remix) (A State Of Trance)
- 2008 Masters & Nickson feat. Justine Suissa - Out There 2008 (5th Dimension) (Daniel Kandi Bangin' Remix) (Soundpiercing)
- 2008 Maor Levi - Lital (Daniel Kandi Remix) (Anjunabeats)
- 2008 Andy Blueman - Time To Rest (Daniel Kandi Remix) (Perceptive Recordings)
- 2008 Alex M.O.R.P.H. feat. Katie Marne - Spirit (Daniel Kandi Remix) (Vandit Records)
- 2008 Whiite - Shark (Daniel Kandi Remix) (TBA)
- 2008 Kiholm - Fragile (Daniel Kandi's Emotional Mix) (Neuroscience Recordings)
- 2008 Andy Tau - The Path (Rozza vs. Daniel Kandi Remix) (Infrasonic Recordings)
- 2008 Rapha - Pandora (Daniel Kandi's Emotional Mix) (Sensate Europe)
- 2008 Sundriver - City Lights (Daniel Kandi Remix) (Anjunabeats)
- 2008 Paul Miller pres. Motion Blur - One More Time (Daniel Kandi Bangin' Mix) (Tetsuo)
- 2009 Oceanlab - On A Good Day (Daniel Kandi Remix) (Anjunabeats)